# Saif Mohammed Al Bishr
Saif Mohammed Al Bishr (15 settembre 1983) è un ex calciatore emiratino, di ruolo centrocampista.

## Carriera

### Club
Ha sempre giocato nel campionato emiratino.

### Nazionale
Ha esordito in nazionale nel 2006.